# Parafia Najświętszego Serca Pana Jezusa w Tamanowicach
Parafia Najświętszego Serca Pana Jezusa w Tamanowicach − parafia rzymskokatolicka znajdująca się w archidiecezji lwowskiej w dekanacie Mościska.
Parafia nie posiada własnego proboszcza i jest administrowana dojazdowo przez proboszcza z parafii w Pnikucie.